# Земљанке су лаке женске
Земљанке су лаке женске (енгл. Earth Girls Are Easy) амерички је филм из 1988. у режији Џулијана Темпла.
У овој музичкој комедији, Валери (Џина Дејвис) има посла са својим вереником Тедом (Чарлс Рокет), када открије да је трио ванземаљаца (Џеф Голдблум, Џим Кери, Дејмон Вејанс) срушио свој свемирски брод у њен базен. Када се крзнена бића обрију у салону њене девојке, жене откривају три згодна мушкарца испод. Након што апсорбују домаћу културу путем телевизије, свемирци су спремни да дођу на сцену за састанке у Лос Анђелесу 1980-их.

## Радња
Млада калифорнијска маникирка Валери Гејл има проблема у личном животу - ухватила је свог дечка Теда Галагера како је вара и избацила га. У својој фрустрацији, уништила је кућу и уништила Тедове ствари. У међувремену, брод са планете Јазала лети кроз свемир. Тим је већ дуго на путу и пати од недостатка контакта са супротним полом. Ванземаљци имају крзно и два срца. Након што су примили телевизијски сигнал са Земље, чланове посаде привлаче чудне жене без косе и, као резултат инцидента, принудно слећу. Свемирски брод са три разнобојна ванземаљца - плавом, црвеном и жутом - пада у Валерин базен. Пошто су пронашли заједнички језик са власником базена, они откривају земаљску стварност. Да би олакшала контакт, Валери упознаје госте са власницом козметичког салона „Керл Ап енд Дај” Кенди, која им ради депилацију. Испоставило се да изгледају као прилично привлачни млади људи. Гости Земље брзо уче енглески из телевизијских реклама. Мек, Виблок и Зибо долазе у ноћни клуб са Валери и Кенди и импресионирају жене својим ексцентричним понашањем.
Валери и њени нови пријатељи враћају се кући ноћу и упознају Теда, који је одлучио да се помири. Тед је, пошто је затекао кућу у нереду, позвао полицију. Валери, неспособна да смисли ништа паметније, представља га својим пријатељима као рок бенд, прилику да проведе викенд са којим је победила на МТВ такмичењу. Тед покушава да извуче ванземаљце, али га полиција задржава због употребе силе. Валери је узнемирена због коначног раскида и Мек покушава да је утеши. Валери сумња да су анатомски компатибилни, али се испоставило да је све у реду. Завршава се у кревету и сексу. Ноћу, Валери има ноћну мору о нападу ванземаљаца на Земљу.
Следећег дана, Валерин пријатељ сурфер Вуди помаже у исушивању базена и омогућава приступ свемирском броду ради поправке. Виблок и Зибо, узбуђени Вудијевом причом о мору, крећу на плажу. На путу се заустављају на бензинској пумпи. Услед неспоразума, особље бензинске пумпе одлучује да им предстоји пљачка, а ванземаљце задржава полиција. Због недоличног понашања, ванземаљци су одведени у локалну болницу на преглед. На крају виде др Теда Галагера, који ради у болници. Он открива да створења имају два срца и очекује феноменално научно откриће.
Валери схвата да ванземаљце треба спасити. Она бежи од полиције и заједно са Меком улази у болницу. Они се облаче као доктор и медицинска сестра и ослобађају ванземаљце. Тед и Валери се помире и одлучују да оду у Лас Вегас на веридбу. Пре него што ванземаљци оду, Валери долази да их испрати и у последњем тренутку одлучује да остане са Меком. Заједно одлете са Земље.

## Улоге
| Глумац            | Улога                   |
| ----------------- | ----------------------- |
| Џина Дејвис       | Валери Гејл             |
| Џеф Голдблум      | Мек                     |
| Џим Кери          | Виплок                  |
| Дејмон Вејанс     | Зибо                    |
| Џули Браун        | Кенди Пинк              |
| Мајкл Мекин       | Вуди                    |
| Чарлс Рокет       | доктор Тед Галагер      |
| Лери Линвил       | Боб                     |
| Рик Овертон       | доктор Рик              |
| Дајен Стилвел     | Робин                   |
| Стејси Тревис     | Теми                    |
| Анџелин           | жена са бензинске пумпе |
| Недра Волц        | Лана                    |
| Семјуел Џ. Хенсон | ванземаљац број 7       |